# 高木真一 (野球)
高木 真一（たかぎ しんいち、1953年8月16日 - ）は、山口県下関市出身の元プロ野球選手（投手）。右投右打。1980年から1981年の登録名は高木 宏彰（たかぎ ひろあき）。

## 来歴・人物
私立早鞆高校では、エースとして大河原栄とバッテリーを組む。1970年秋季中国大会県予選準々決勝に進むが、防府商に惜敗。久留米大学に進学し、九州六大学野球リーグでは在学中2回優勝。1年秋の明治神宮大会では初戦で明大と神宮第二球場で日没から本球場へ異動して延長13回の熱戦となり途中から登板し勝利投手となった。中退して三菱重工広島に入社。1977年の都市対抗に電電中国の補強選手として出場。大昭和製紙との1回戦では、8回に角三男（三菱重工三原から補強）をリリーフし初登板を果たす。大昭和の左腕エース池田信夫と投げ合うが、9回裏にホームスチールによるサヨナラ負けを喫する。
同年のドラフト会議で広島東洋カープから6位指名を受け入団。
1978年には5試合に中継ぎとして登板するが、その後は伸び悩み登板機会はなかった。
1981年7月15日、自動車を運転中に交通事故を起こし、同乗していた同僚の水沼四郎が頭を30針縫う大ケガを負った。同年限りで現役を引退し、その後は佐川急便野球部に所属した。
フォームは元阪急ブレーブスのエース足立光宏に似たアンダースローであった。下手投げからホップする速球、カーブ、落差の鋭いシンカーを武器にした。
ニックネームは、『チャンチキおけさ』を愛唱していたことから「チャン」。これは自身と入れ替わりで広島入りした同姓の高木宣宏にも引き継がれた。

## 詳細情報

### 年度別投手成績
| 年 度    | 球 団    | 登 板 | 先 発 | 完 投 | 完 封 | 無 四 球 | 勝 利 | 敗 戦 | セ 丨 ブ | ホ 丨 ル ド | 勝 率 | 打 者 | 投 球 回 | 被 安 打 | 被 本 塁 打 | 与 四 球 | 敬 遠 | 与 死 球 | 奪 三 振 | 暴 投 | ボ 丨 ク | 失 点 | 自 責 点 | 防 御 率 | W H I P |
| -------- | -------- | ----- | ----- | ----- | ----- | -------- | ----- | ----- | -------- | ----------- | ----- | ----- | -------- | -------- | ----------- | -------- | ----- | -------- | -------- | ----- | -------- | ----- | -------- | -------- | ------- |
| 1978     | 広島     | 5     | 0     | 0     | 0     | 0        | 0     | 0     | 0        | --          | ----  | 20    | 4.2      | 7        | 0           | 0        | 0     | 2        | 3        | 0     | 0        | 4     | 4        | 7.20     | 1.50    |
| 通算:1年 | 通算:1年 | 5     | 0     | 0     | 0     | 0        | 0     | 0     | 0        | --          | ----  | 20    | 4.2      | 7        | 0           | 0        | 0     | 2        | 3        | 0     | 0        | 4     | 4        | 7.20     | 1.50    |

### 記録
- 初登板：1978年5月11日、対読売ジャイアンツ9回戦（広島市民球場）、7回表に3番手で救援登板、1回1/3を1失点
- 初奪三振：1978年6月7日、対横浜大洋ホエールズ8回戦（横浜スタジアム）、8回裏にダニー・ウォルトンから

### 背番号
- 13 （1978年 - 1980年）
- 55 （1981年）

### 登録名
- 高木 真一（たかぎ しんいち、1978年 - 1979年）
- 高木 宏彰（たかぎ ひろあき、1980年 - 1981年）